# Dylan Davis (volley-ball)
Pour les articles homonymes, voir Dylan Davis.
Dylan Stewart Davis est un joueur américain de volley-ball né le 6 avril 1991 à Newport Beach en Californie.  Il mesure 2,00 m et joue au poste de central. 
Il est le fils de Laurie Davis et de Wayne Stewart, un ancien joueur professionnel de football américain qui joua dans les années 1970 pour les franchises des Jets de New York et des Chargers de San Diego.  
Il débuta le volley-ball en 2003 avec le club de Balboa Bay situé à Newport Beach, et intégra en 2010, l'équipe de volley de l'université de UC Santa Barbara.
En 2008, il fait partie de l'équipe américaine junior au Championnat d'Amérique du Nord de la catégorie avec laquelle il remporte la médaille d'or. L'année suivante, il dispute le Championnat du monde U19 en Italie, et termine à la 10e place avec l'équipe américaine.Il termine troisième meilleur marqueur de l'équipe avec 66 points inscrits (46 attaques, 13 contres et 7 aces).
En 2010, il remporte à nouveau le Championnat d'Amérique du Nord junior, il est le meilleur contreur de son équipe et le 6e de la compétition.
En juillet 2013, il est recruté par le club de l'Avignon Volley-Ball pour une première expérience professionnelle en Ligue B (seconde division française).

## Clubs
| Club                | Pays       | De        | À         |
| ------------------- | ---------- | --------- | --------- |
| UC Santa Barbara    | États-Unis | 2010-2011 | 2012-2013 |
| Avignon Volley-Ball | France     | 2013-2014 | ....-.... |

## Palmarès
- Championnat d'Amérique du Nord U19 (2)
  - Vainqueur : 2008, 2010